# Agathia solaria
Agathia solaria là một loài bướm đêm thuộc họ Geometridae. Loài này có ở Himalaya, Singapore và có thể cả Sulawesi.